# تأثير الحافة

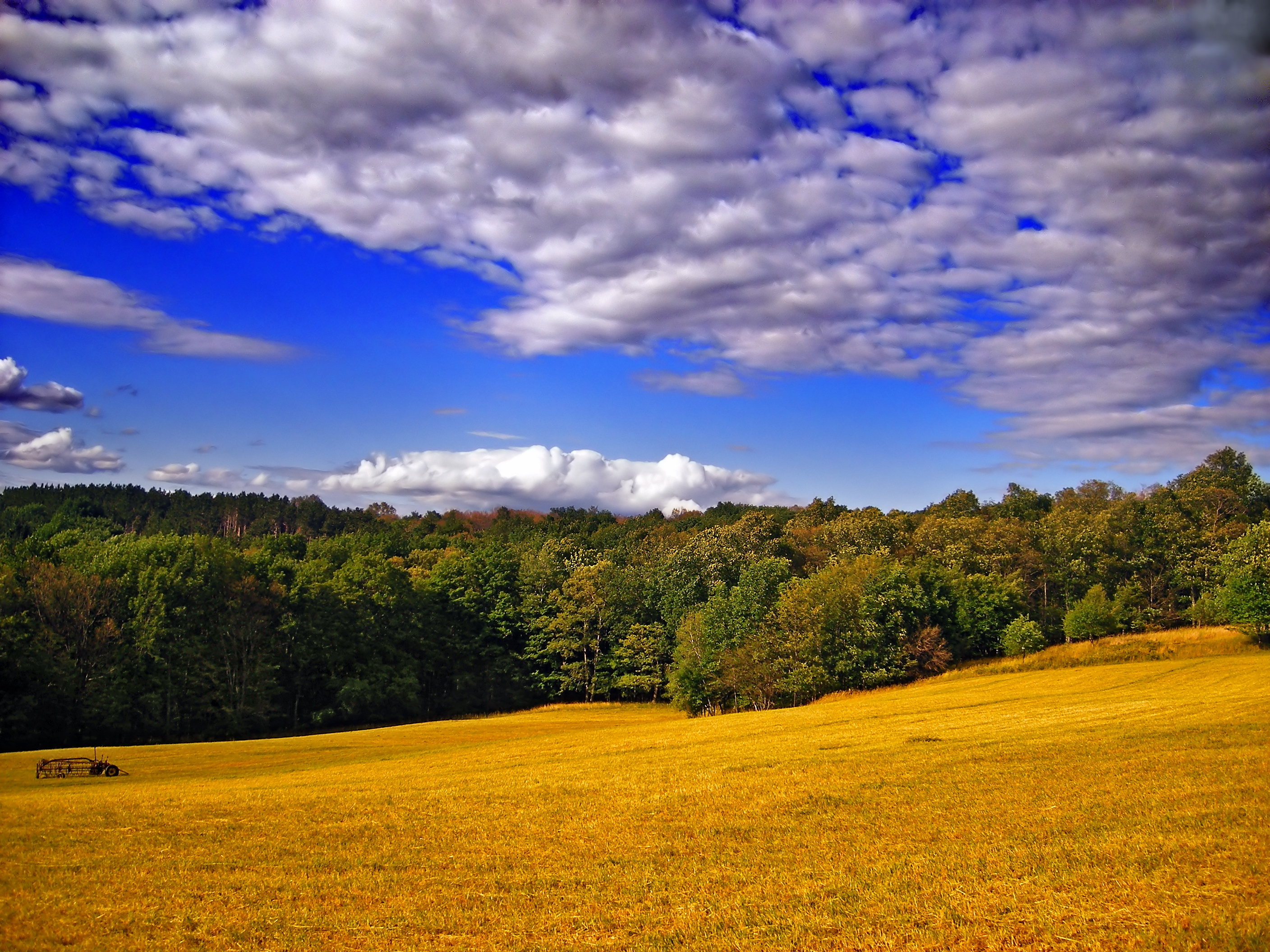

في علم البيئة، تكون تأثيرات الحافة عبارة عن تغييرات في الهياكل السكانية أو المجتمعية التي تحدث عند حدود موطن أو أكثر. تظهر المناطق التي بها أجزاء صغيرة من المواطن تأثيرات واضحة على الحواف قد تمتد في جميع أنحاء النطاق. مع ازدياد تأثيرات الحافة، تسمح المواطن الحدودية بتنوع بيولوجي أكبر.